# Victor Bruns
Victor Bruns (in russo Виктор Брунс?; Seinäjoki, 15 agosto 1904 – Berlino, 6 dicembre 1996) è stato un fagottista e compositore tedesco. Ha suonato con la Leningrad Opera, la Volksoper Berlin e la Staatskapelle Berlin. Come compositore è noto per i suoi balletti e per i concerti e le sonate per fagotto.

## Biografia

### Primi anni e formazione
Victor Bruns nacque da genitori tedeschi nella loro casa estiva a Ollila (Finlandia) vicino a San Pietroburgo. Frequentò una scuola tedesca dove ricevette le sue prime lezioni di pianoforte. Dopo brevi studi di scienze all'Università Tecnica, studiò presso il Conservatorio di Stato di Pietrogrado (in seguito il Conservatorio di Stato di Leningrado). Qui studiò fagotto con Alexander Vasilyev dal 1924 al 1927 e composizione con Vladimir Shcherbakov dal 1927 al 1931. Si diplomò con il suo primo Concerto per fagotto op. 5, che fu eseguito in anteprima nel 1933 con la Filarmonica di Leningrado.

### Carriera
Dal 1927 al 1938 fu secondo fagottista alla Leningrad Opera. Quando fu espulso dall'Unione Sovietica in quanto era cittadino tedesco, occupò la stessa posizione dal 1940 al 1944 alla Volksoper di Berlino. Quando l'edificio della Volksoper fu distrutto nel 1944 dai bombardamenti, l'orchestra si trasferì a Hirschberg in Slesia. Bruns fu arruolato nell'esercito, fu preso prigioniero dai  sovietici e tornò a Berlino nel dicembre 1945. Studiò composizione con Boris Blacher dal 1946 al 1949. Dal 1946 al 1969 fu secondo fagottista con la Staatskapelle Berlin, che presentò in anteprima molte delle sue opere, divenne membro onorario nel 1969.

### Morte
Nel 1994 si ammalò gravemente e trascorse gli ultimi due anni della sua vita in una casa di riposo per anziani a Berlino, dove morì.

## Premi e onorificenze
Nel 1960 gli fu conferito il Premio d'arte della Repubblica Democratica Tedesca. L'International Double Reed Society (IDRS) lo nominò suo sedicesimo membro onorario nel 1986, dietro una segnalazione di William Waterhouse.

## Lavori
Il fulcro del suo lavoro sono i concerti strumentali e la musica da camera, anche se i suoi balletti erano molto apprezzati, come Das Recht des Herrn (1953) di Daisy Spies e Neue Odyssee (1957) di Albert Burkat.

### Balletto e teatro
- Das Recht des Herrns, Balletto, Op. 27 (1953)
- Das Edelfräulein als Bäuerin, Balletto, Op. 31 (1955)
- Neue Odyssee, Balletto, Op. 33 (1957)
- Minna von Barnhelm, Opera da camera, Op. 39 (1962–1967)
- Theseus, Trilogia di balletti
  1. Das Band der Ariadne, Op. 46 (1969–1971)
  2. Ariadne auf Naxos, Op. 54 (1973–1974)
  3. Phaedra, Op. 56 (1975)

### Orchestra
- Sinfonia n. 1, Op. 13 (1943)
- Orchesterstücke (Pezzi orchestrali), Op. 19 (1948)
- Sinfonia n. 2, Op. 21 (1949); ritirato
- Sinfonietta, Op. 23 (1950)
- Sinfonia n. 3 "Dramatische", Op. 37 (1960)
- Sinfonia n. 4 "Konzertante", Op. 47 (1970)
- Sinfonia n. 5, Op. 64 (1979)
- Sinfonia n. 6 "Breve", Op. 67 (1980)
- Kammersinfonie (Sinfonia da camera) per orchestra d'archi, Op. 70 (1981)

### Concerti
- Concerto n. 1 per fagotto e orchestra, Op. 5 (1933)
- Concerto n. 2 per fagotto e orchestra, Op. 15 (1946)
- Concerto n. 1 per clarinetto e orchestra, Op. 25 (1951)
- Concerto per oboe e piccola orchestra, Op. 28 (1952)
- Concerto n. 1 per violoncello e orchestra, Op. 29 (1958)
- Concerto n. 1 per violino e orchestra, Op. 36 (1959)
- Concerto n. 3 per fagotto e orchestra, Op. 41 (1966)
- Concerto n. 2 per clarinetto e orchestra, Op. 48 (1971)
- Concerto per tromba e orchestra, Op. 50 (1972)
- Concerto per flauto e piccola orchestra, Op. 51 (1972)
- Concerto n. 2 per violino e piccola orchestra, Op. 53 (1974)
- Concerto n. 2 per violoncello e piccola orchestra, Op. 59 (1977)
- Concerto per corno inglese e orchestra d'archi, Op. 61 (1978)
- Concerto per corno e piccola orchestra, Op. 63 (1979)
- Concerto per oboe, fagotto e orchestra d'archi, Op. 66 (1980)
- Concerto per viola e piccola orchestra, Op. 69 (1981)
- Concerto per contrabbasso e orchestra d'archi, Op. 73 (1982)
- Concerto per flauto, corno inglese, orchestra d'archi e percussioni, Op. 74 (1982)
- Concerto n. 3 per clarinetto e piccola orchestra, Op. 76 (1984)
- Concerto n. 3 per violoncello e piccola orchestra, Op. 77 (1984)
- Concerto n. 4 per fagotto e orchestra, Op. 83 (1986)
- Concerto per quintetto di fiati, percussioni e orchestra d'archi, Op. 85 (1987)
- Concerto per 2 clarinetti e piccola orchestra, Op. 87 (1988)
- Concerto per violino, violoncello e orchestra, Op. 89 (1989)
- Concerto per controfagotto e orchestra, Op. 98 (1992)

### Musica da camera
- Musik per 3 clarinetti e fagotto, Op. 1; perduto
- Kleine Suite per 2 flauti, 2 oboi e 2 fagotti, Op. 2; perduto
- Quartetto d'archi No. 1, Op. 6 (1934); perduto
- Sonata per violin e piano, Op. 9 (1937); perduto
- 3 Stücke per violoncello e piano, Op. 11 (1938)
- 5 Stücke per fagotto e piano, Op. 12 (1939)
- Wind Quintet, Op. 16 (1947)
- Quartetto d'archi No. 2, Op. 17 (1947)
- Quartett für Holzbläser (Quartet per Woodwinds), Op. 18 (1948)
- Sonata (no. 1) per fagotto e piano, Op. 20 (1949)
- Sonata per clarinetto e piano, Op. 22 (1949)
- Sonata per oboe e piano, Op. 24 (1950, revised 1961)
- Sonata per oboe e piano, Op. 25 (1950)
- 5 Stücke per piano, Op. 30 (1953)
- Fagottstudien für Fortgeschrittene (Advanced Bassoon Studies), Op. 32 (1955)
- Sextet per quintetto di fiati e piano, Op. 34 (1957)
- Sonata per violoncello e piano, Op. 35 (1958)
- Quartetto d'archi No. 3, Op. 38 (1961)
- 5 Stücke per fagotto e piano, Op. 40 (1965)
- Octet per clarinetto, fagotto, corno, 2 violini, viola, violoncello e contrabbasso, Op. 42 (1968)
- Expressionen per violoncello e piano, Op. 43 (1968)
- 4 Stücke per clarinetto e piano, Op. 44 (1968)
- Sonata No. 2 per fagotto e piano, Op. 45 (1969)
- Trio per oboe, clarinetto e fagotto, Op. 49 (1971)
- 6 Stücke per violoncello e piano, Op. 52 (1973)
- Kleine Suite Nr. 1 per 3 fagotti e controfagotto, Op. 55 (1974)
- 2 Stücke per controfagotto e piano, Op. 57 (1975)
- Konzertante Musik per fagotto e trio d'archi, Op. 58 (1976)
- Sonata per viola e piano, Op. 60 (1977)
- Kleine Sinfonie per 12 violoncelli soli, Op. 62 (1978)
- 2 Bagatellen (2 Bagatelles) per violino e violoncello, Op. 65 (1980)
- Kleine Suite Nr. 2 per 3 fagotti e controfagotto, Op. 68 (1981)
- Sestetto d'archi No. 1, Op. 71 (1982)
- Miniaturen (Miniatures) per 6 flauti, Op. 72 (1982)
- Sestetto d'archi No. 2, Op. 75 (1985)
- Quintetto d'archi No. 1 per 2 violini, 2 viole e violoncello, Op. 79 (1985)
- 6 Stücke per controfagotto e piano, Op. 80 (1986)
- Quintetto d'archi No. 2, Op. 81 (1986)
- Piano Trio, Op. 82 (1986)
- Trio No. 1 per clarinetto, fagotto e piano, Op. 84 (1987)
- Sonata No. 3 per fagotto e piano, Op. 86 (1988)
- Sonata No. 2 per violino e piano, Op. 88 (1988)
- Sonata per flauto e piano, Op. 90 (1989)
- Trio No. 2 per clarinetto, fagotto e piano, Op. 91 (1990)
- Kleine Suite Nr. 3 per 3 fagotti e controfagotto, Op. 92 (1990)
- 4 virtuose Stücke per fagotto solo, Op. 93
- 4 virtuose Stücke per corno solo, Op. 94
- Concertante Suite, Op. 95
- Sonatina per fagotto tenore e piano, Op. 96 (1991)[3]
- Trio per fagotto tenore, fagotto e controfagotto, Op. 97 (1992), dedicato a William Waterhouse (fagottista)[4]
- Ottetto per fagotti, Op. 99 (frammento)

### Voce
- Romanze per basso (o baritono) e pianoforte, op. 10 (1938); parole di Alexander Pushkin

## Registrazioni
Il fagottista Eric Stomberg e amici hanno registrato musica da camera, due sonate per fagotto e due suite per tre fagotti e contrabbasso.